# Goričan

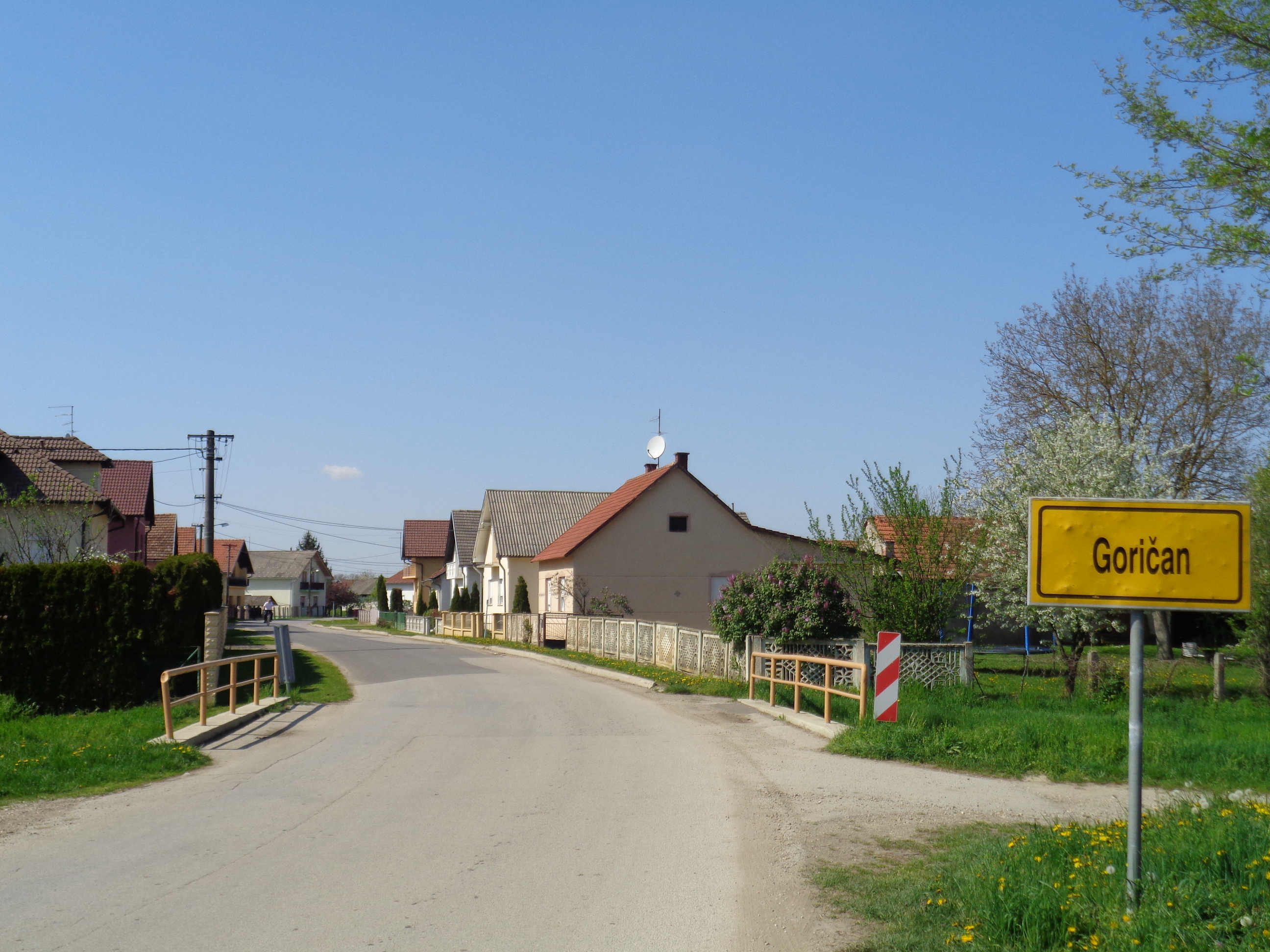
Villaggio

Goričan  è un comune della Croazia di 3 148 abitanti della Regione del Međimurje.